# Енкавстика

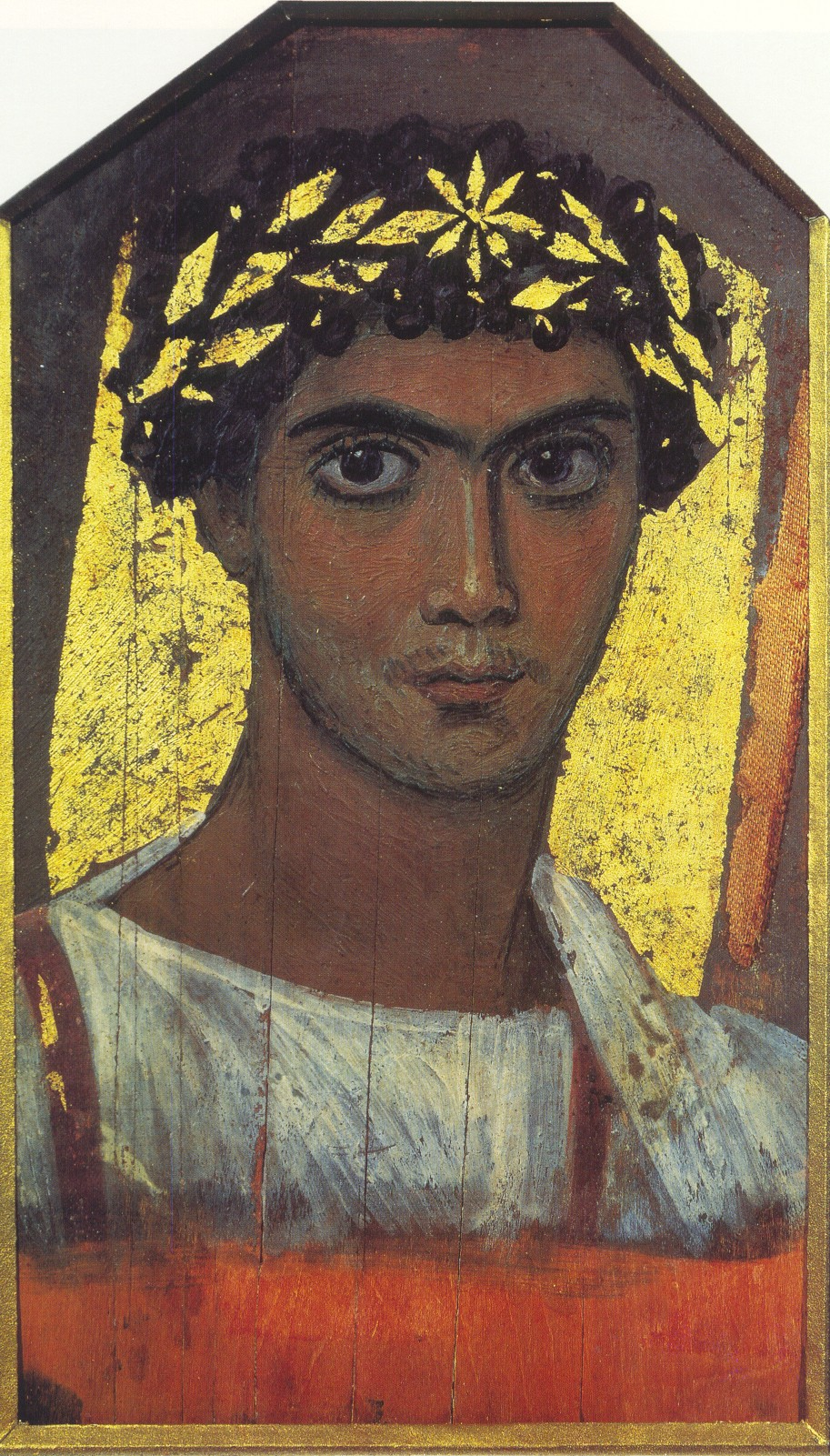
Фаюмський портрет юнака в золотому вінку. II ст. н. е.

Енка́встика, також енкаустика (грец. εγκαυστική) — техніка живопису, в якій сполучною речовиною для фарб є розплавлений віск. Енкавстика була популярна за античності. Вона була свого часу дуже поширена для малювання образів та портретів, але з поширенням олійних фарб в XIV ст. її призабули. Пізніші митці зрідка намагалися повернутися до малювання восковими фарбами, але це не вдавалося їм сповна. Відродження інтересу до енкавстики відбулося в XX—XXI ст. завдяки поширенню електричних нагрівальних приладів, які значно полегшують роботу з восковими фарбами.

## Склад
Енквастика використовує гарячий бджолиний віск для зв'язування кольорових пігментів і полегшення їх нанесення на поверхню. Можуть використовуватися й інші види воску та смоли.
Воскові фарби блискучі, можуть накладатися шарами різної товщини та шліфуватися. Фарба швидко застигає, не змінює кольору з часом, водонепроникна, тому не потребує додаткового захисного покриття. Вона не виділяє токсичних парів і не потребує використання розчинників. Головний недолік енкавстики полягає в потребі зберігати фарби гарячими в процесі малювання. Малюнки лишаються вразливими до тепла.

## Техніка виконання

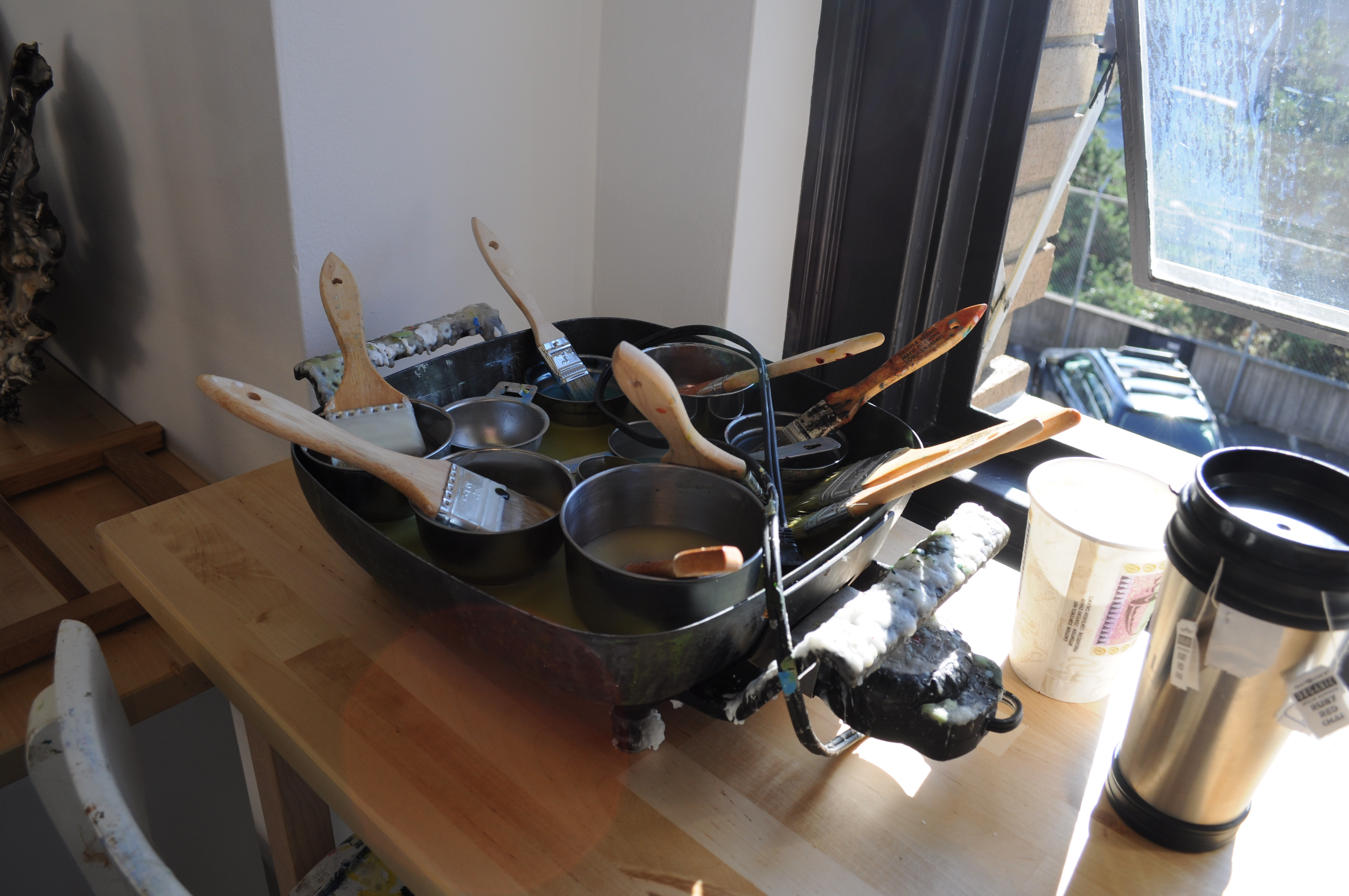
Сучасні інструменти для виконання енкавстики

Фарбами на основі воску малюють по рівній поверхні, зазвичай дерев'яних дошках і стінах. При цьому фарба повинна бути гарячою. Стародавні художники наносили фарбу за допомогою пензлів і розігрітих шпателів (каутеріїв), контури прокреслювали різцем кестром. Після завершення вони нагрівали малюнок, підносячи до нього палаючий смолоскип. Це остаточно закріплювало фарби на поверхні та усувало рельєфні сліди від пензля. Сучасні методики використовують нагрівальні лампи, теплові гармати або електричні праски.
У середньовіччі застосовували холодну енкавстику з використанням воскових фарб на скипидарі, а нагрівали малюнок тільки наприкінці.
Якщо малювання виконується по мармуру, вапну чи штукатурці, то поверхня спершу повинна ґрунтуватися.
Українська малярка Марія Дольницька розкрила секрет давньої енкавстики: пунійський віск, вживаний при енкавстиці, треба змішати з морською водою. Про цей її винахід писали в 1949 році в американській монографії з енкавстики. Сучасна енкавстика виконується легше завдяки металевим палітрам з електричним підігрівом, які довго зберігають фарби рідкими.

## Історія

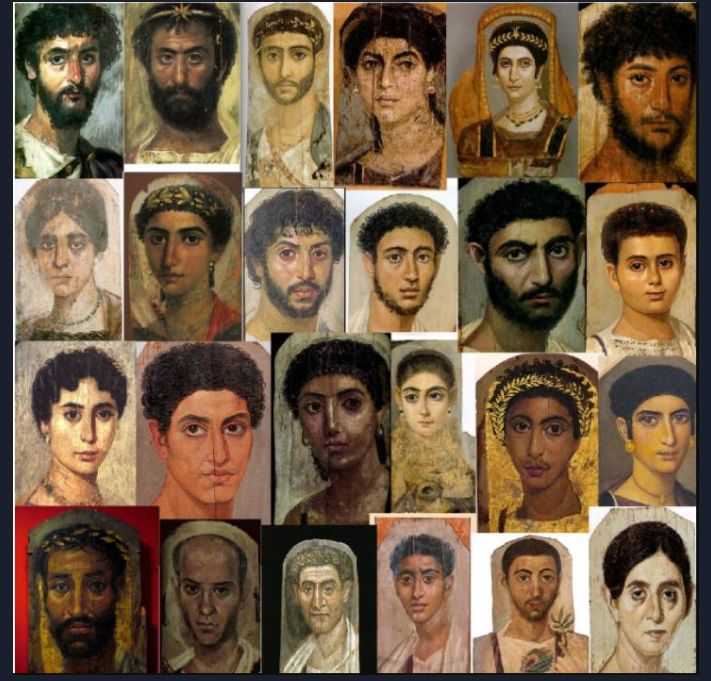
Портрети з фаюмських мумій

Мистецтво енкавстики виникло у Стародавньому Єгипті близько 3 тис. років до н. е. Розквіт енкавстики припав на V—III ст. до н. е. у Стародавньому Римі, Греції та Візантії. Єгиптяни розмальовували восковими фарбами фасади храмів. Греки розписували енкавстикою скульптури, будівлі, судна, саркофаги. Методика виконання енкавстики описана в Анакреонта, в «Природничій історії» Плінія Молодшого та «Про архітектуру» Вітрувія.
З доби еллінізму дійшли давні зразки енкавстичних портретів. Техніка використовувались для створення поховальних портретів і відрізнялися надзвичайною довготривалістю. Коли людина помирала, портретну панель клали на обличчя мумії, де її утримували бинти, що огортали мумію. Енкавстичні портрети були знайдені в оазі Фаюм. Пізніше їх знайшли і в інших місцях (в некрополях єгипетського Мемфіса, Філадельфії, Панополі, Марина Ель-Амалейні, Фівах та ін.). Але назва «Фаюмські» закріпилася за усім масивом портретів. Крім того восковими фарбами розмальовували терактові вироби та мармурові скульптури.

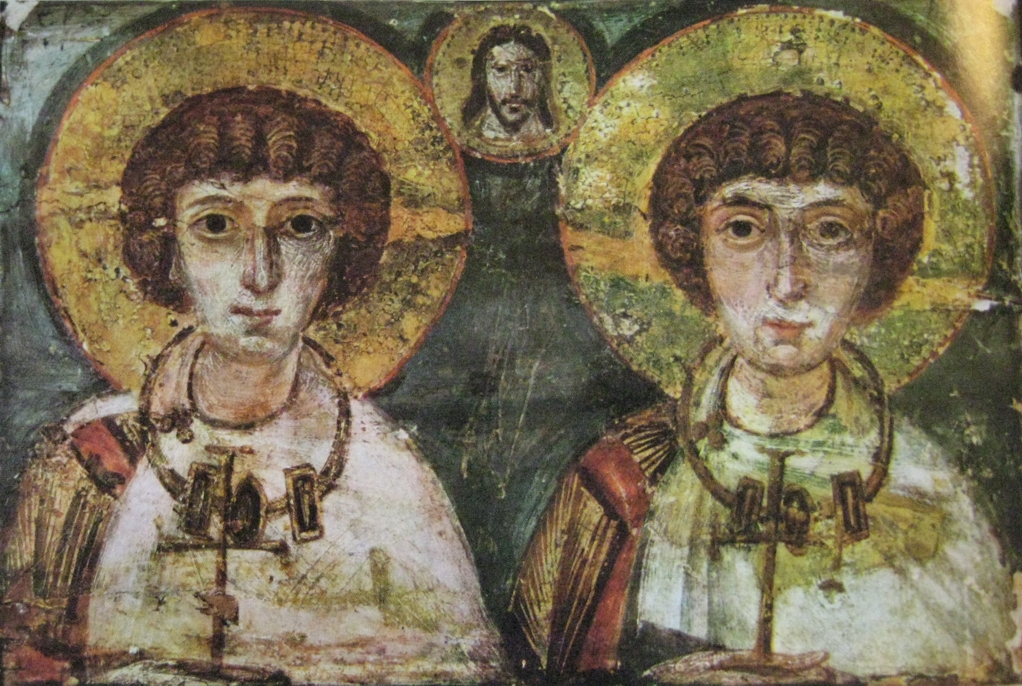
«Святі Сергій та Вакх (ікона)» VII ст. н. е.

У середньовічній Європі в VIII—IX ст. енкавстику витіснила темпера завдяки простішій техніці та меншій вартості. Однак традиція енкавстики продовжувала широко використовуватися в східно-православному регіоні для іконопису, особливо в Новгородській школі іконопису. До енкавстики поряд із темперою вдавалися Феофан Грек, Андрій Рубльов і Діонісій.
У ХХ столітті техніка енкавстики була відроджена в мексиканських фресках Дієго Ріверою, а також американським художником Джаспером Джонсом, засновником попарту, який використовував її на ряді зображень американського прапора. Через її універсальність інші художники, такі як Мартін Клайн, Бріс Марден, і Лінда Бенгліс, продовжували працювати з енкавстикою протягом XX ст. й потім. У Музеї видатних діячів української культури представлений триптих Павла Тараненка (1951 р. н.) «Мить вічності віки з'єднала в сон» (1996), присвячений драматургії Лесі Українки.